# 沃皮康 (印第安納州)
沃皮康（英語：Wawpecong）是位於美國印地安納州邁阿密縣的一個非建制地區。該地的面積和人口皆未知。

## 地理
沃皮康位於41°16′44″N 85°47′24″W / 41.27889°N 85.79000°W。